# Daniel David
Daniel-Ovidiu David (ur. 23 listopada 1972 w Satu Mare) – rumuński psycholog i nauczyciel akademicki, profesor, rektor Uniwersytetu Babeșa i Bolyaia w Klużu-Napoce, od 2024 minister edukacji i badań naukowych

## Życiorys
W 1995 ukończył psychologię na Uniwersytecie Babeșa i Bolyaia w Klużu-Napoce. Odbył następnie studia doktoranckie na tej uczelni, uzyskując doktorat w roku akademickim 1999/2000. Kształcił się potem w zakresie medycyny behawioralnej i integracyjnej w Icahn School of Medicine at Mount Sinai (ISMMS).
Od połowy lat 90. jako nauczyciel akademicki związany z macierzystym uniwersytetem. W 2007 objął na tej uczelni stanowisko profesora. Zorganizował na uniwersytecie szkołę psychologii klinicznej i psychoterapii. W latach 2016–2020 pełnił funkcję zastępcy rektora do spraw badań naukowych, a w 2020 objął stanowisko rektora Uniwersytetu Babeșa i Bolyaia. Został także wykładowcą w ISMMS (2009) oraz dyrektorem do spraw badań naukowych w Albert Ellis Institute w Nowym Jorku (2012).
W pracy naukowej i badawczej zajął się zagadnieniami z zakresu kognitywistyki, rozwiązań technologicznych w psychologii, psychoterapii opartej na dowodach czy psychoterapii poznawczo-behawioralnej. Autor licznych prac naukowych, stał się najczęściej cytowanym rumuńskim psychologiem. Powołany na prezesa Asociația Psihologilor din România, rumuńskiego towarzystwa psychologicznego. W 2022 został członkiem korespondentem Academia Română oraz członkiem Academia Europaea.
W grudniu 2024 z rekomendacji Partii Narodowo-Liberalnej objął urząd ministra edukacji i badań naukowych w utworzonym wówczas rządzie Marcela Ciolacu. Pozostał na tym stanowisku także w powołanym w czerwcu 2025 gabinecie Ilie Bolojana.

## Odznaczenia
- Order Zasługi V klasy (2008)[1]